# فوجیمی، سایتاما
فوجیمی در استان سایتاما در کشور ژاپن  واقع شده است  که دارای جمعیت ۱۰۵٬۲۸۶ نفر و مساحت ۱۹٫۷۰ کیلومتر مربع با تراکم جمعیت ۵٬۳۴۴  نفر در کیلومترمربع است و در تاریخ ۱۰ آوریل ۱۹۷۲ به عنوان شهر شناخته شد.